# گمینا ریوویتس فابرچنه
گمینا ریوویتس فابرچنه (به لهستانی:  Gmina Rejowiec Fabryczny) یک گمینا در لهستان است که در شهرستان خوم واقع شده‌است. گمینا ریوویتس فابرچنه ۸۷٫۵۱ کیلومتر مربع مساحت و ۴٬۶۵۷ نفر جمعیت دارد.